# Erythrina americana
Espèce
Statut de conservation UICN

 LC  : Préoccupation mineure
Erythrina americana est une espèce de plantes à fleurs de la famille des Fabaceae. C'est un arbre dénommée couramment arbre de corail, colorines ou colorín (couleur « criarde » ou « bruyante » (Williams, 1959), pemoches ou Tzompāmitl et  cuchillitos (petits couteaux) ou machetitos (petites machettes)[réf. nécessaire].
La plante produit de belles fleurs, de couleur rouge et chaque fleur individuelle ressemble à une petite machette. Ces fleurs sont comestibles.

## Description

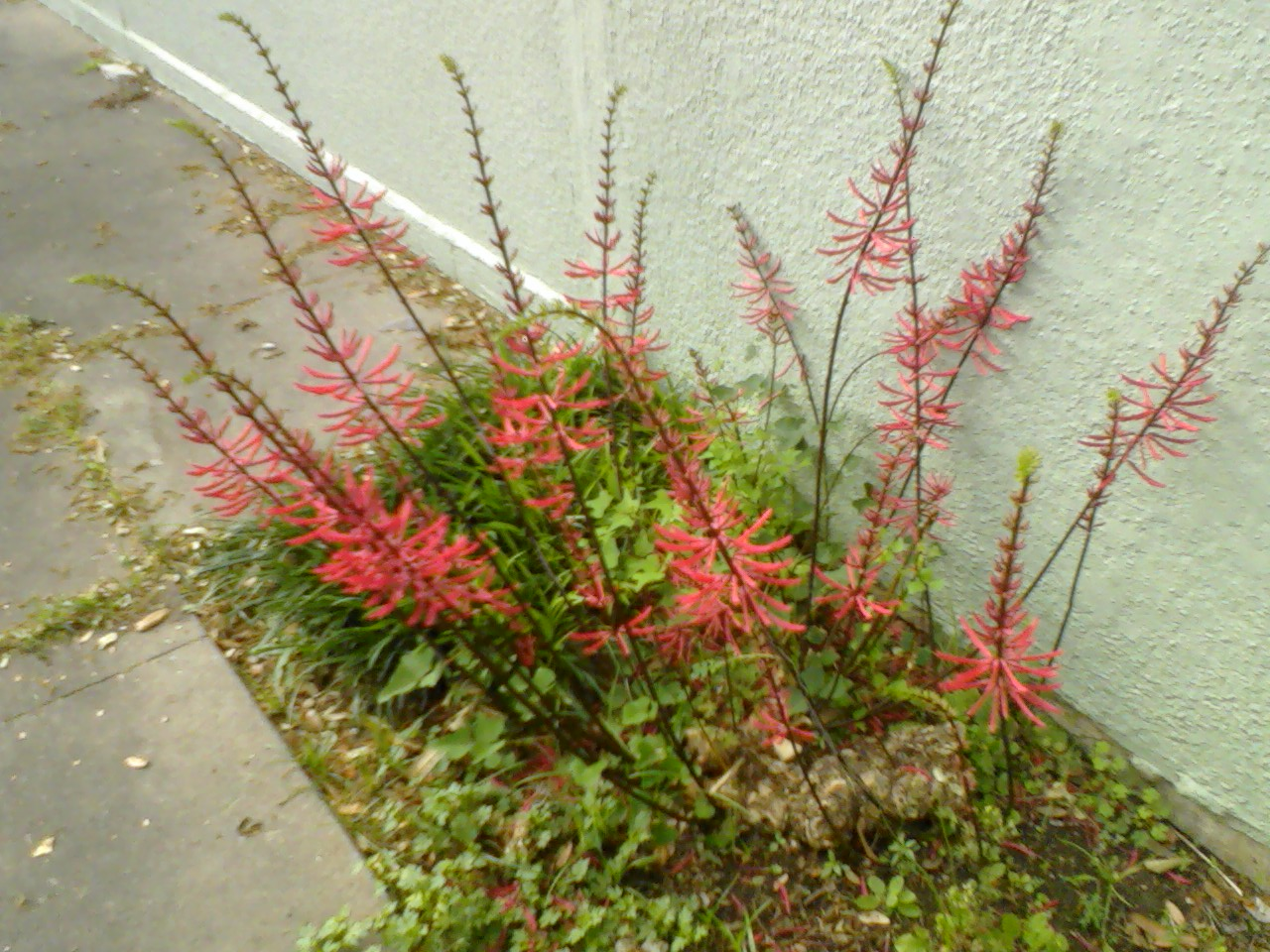
Erythrina americana au Texas.

E. americana est un arbre qui atteint 4-5 m. Il a une écorce pâle, brune et lisse et une couronne étalée et abondamment ramifiée. Il perd ses feuilles pendant l’hiver et la saison sèche. Il a des épines et des aiguillons sur les branches et des épines coniques et plates sur le tronc. Les feuilles sont disposées alternativement et sont trifoliées avec des folioles rhombic-ovales de 7 à 22 cm de long et de large.
Cette espèce fleurit pendant la saison sèche (avril) dans de nombreuses régions, et la plante est très populaire auprès des colibris en raison de sa couleur rouge vif, la plante varie de quelques pieds du sol à des arbres de cinq mètres de haut.

## Utilisation
La plus ancienne représentation de cet arbre en Amérique se trouve dans le Codex florentin. Au XVIIe siècle, Francisco Hernández commentait : « Le jus des fleurs de cet arbre, donné aux enfants, provoque la somnolence et l’insomnie ».
La partie rouge des feuilles est bouillie et cuite avec des œufs brouillés dans le Sud du Mexique.
D’autres sites expliquent que bien que la fleur soit comestible, les graines et tout le reste de l’arbre sont hautement toxiques. Au Mexique, les graines broyées sont utilisées comme mort-aux-rats et l’écorce est utilisée comme poison pour les poissons.

## Répartition
Cette plante est originaire du Belize, du Guatemala et du Mexique.

## Systématique
Le nom correct complet (avec auteur) de ce taxon est Erythrina americana Mill..
Erythrina americana a pour synonymes :
- Corallodendron americanum (Mill.) Kuntze
- Corallodendron coralloides (Moc. & Sessé ex DC.) Kuntze
- Corallodendron roseum (A.Dietr.) Kuntze
- Erythrina carnea Aiton
- Erythrina coralloides Moc. & Sessé
- Erythrina coralloides Moc. & Sessé ex DC.
- Erythrina enneandra DC.
- Erythrina fulgens Loisel.
- Erythrina laeta Denham
- Erythrina laeta Denham
- Erythrina laeta Denham
- Erythrina rosea A.Dietr.